# 孔廣泉
孔廣泉，字體生，一字葵軒，浙江省蕭山縣（今杭州市蕭山區）人。祖籍山東曲阜，清朝政治人物。

## 生平
孔廣泉為道光二十三年（1843年）癸卯科舉人，道光二十七年（1847年）丁未科二甲第八十名進士。咸豐五年（1855年）任山西交城知縣，任內減輕人民勞役，後當地人民為其建立生祠。官至山西太原知府，護理按察使一職。